# Чесапийк (Вирджиния)
Чесапийк (на английски: Chesapeake) е независим град в Вирджиния, САЩ. С население от 222 209 души (към 2010 г.) той е третият по големина град в щата. Създаден е през 1963 г. чрез обединението на окръг Норфолк и град Южен Норфолк.